# Karađorđe Petrović
Karađorđe Petrović (serbiska Карађорђе Петровић), även känd som Crni Djordje, "Svarte Djordje (int. George)", född Đorđe Petrović 15 november 1752, död 24 juli 1817, var stamfader till Karađorđević-ätten. Han blev i Orašac 15 februari 1804 vald till att leda det första serbiska upproret mot Osmanska imperiet.
Karađorđe Petrović var av bondesläkt, tog tidigt del i striderna mot turkarna och måste på grund härav fly till Österrike, där han en kort tid tjänade i armén. Senare förenade han sig med serbiska friskaror och deltog i kriget mot Turkiet 1788-91. Karađorđe Petrović blev därefter ledare för den serbiska frihetsrörelsen. Tack vare löfte om hjälp från Ryssland vågade han snart öppet framträda mot Turkiet. 1806 vann han i slaget vid Mischar en avgörande seger över turkarna, och under rysk påtryckning gick sultanen med på att ge Serbien en viss självständighet med Karađorđe Petrović som "högste hövding". 1812 miste Serbien sitt ryska stöd, turkarna inledde på nytt krig, och serbernas självständighet gick förlorad. Karađorđe Petrović flydde till Bessarabien, återvände 1817 till sitt land för att organisera ett nytt uppror men mördades samma år.